# Campylaspis porcata
Campylaspis porcata är en kräftdjursart som beskrevs av Jones 1974. Campylaspis porcata ingår i släktet Campylaspis och familjen Nannastacidae. Inga underarter finns listade i Catalogue of Life.